# 電力応用
電力応用（でんりょくおうよう）は、電力機器などを利用して、システムとして構成し、役割を行わせることである。
- 電動機応用
  - 電気鉄道
- 電熱応用
- 電気化学応用
- 照明